# Conde de Massarelos
O título de Conde de Massarelos foi criado por decreto de 15 de Março de 1469 do rei D. Afonso V de Portugal a favor de João Rodrigues de Sá, senhor de Sever, único titular.